# NGC 5732
NGC 5732 is een spiraalvormig sterrenstelsel in het sterrenbeeld Ossenhoeder. Het hemelobject werd op 16 mei 1787 ontdekt door de Duits-Britse astronoom William Herschel.

## Synoniemen
- UGC 9467
- MCG 7-30-48
- ZWG 220.46
- IRAS 14386+3851
- PGC 52438